# Micrelaps vaillanti
Micrelaps vaillanti är en giftig ormart inom familjen stilettormar som tillhör släktet Micrelaps.

## Kännetecken
Ormen når en längd på upp till 49 centimeter och är svart med ljusare eller vita fläckar.

## Utbredning
Somalia och Tanzania.

## Levnadssätt
Lever i lös markstruktur. Födan består mestadels av insekter och andra, små ormar.